# Linganore
Linganore es un lugar designado por el censo ubicado en el condado de Frederick en el estado estadounidense de Maryland. En el Censo de 2020 tenía una población de 12351 habitantes y una densidad poblacional de 796,84 habitantes por km². Fue incluido como CDP en el censo de 2020. 
Hasta el Censo de 2010 estaba incluido en el CDP de Linganore-Bartonsville.

## Geografía
Linganore se encuentra ubicado en las coordenadas 39°24′46″N 77°18′05″O / 39.41278, -77.30139. Según la Oficina del Censo de los Estados Unidos,  tiene una superficie total de 22,18 km², de la cual 21,44 km² corresponden a tierra firme y 0,74 km² a agua.